# De-Lisle-Psalter

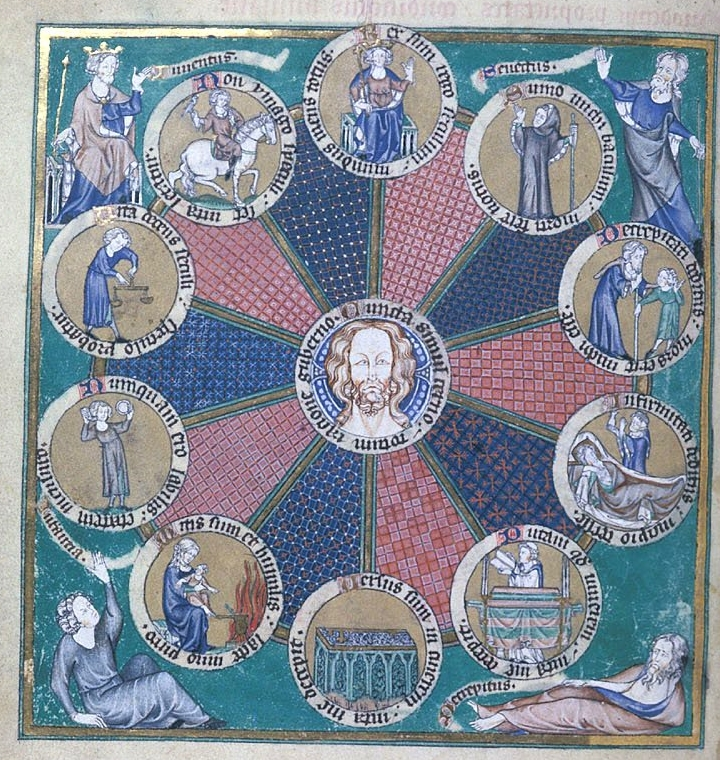
De-Lisle-Psalter: Miniaturen des Lebensrades, um den Kopf von Christ in der Mitte, der von Rundfenstern umgeben ist, gibt es Abbildungen der Jugend, des Alters, der Kindheit und der Altersschwäche in den Ecken (fol. 126v).

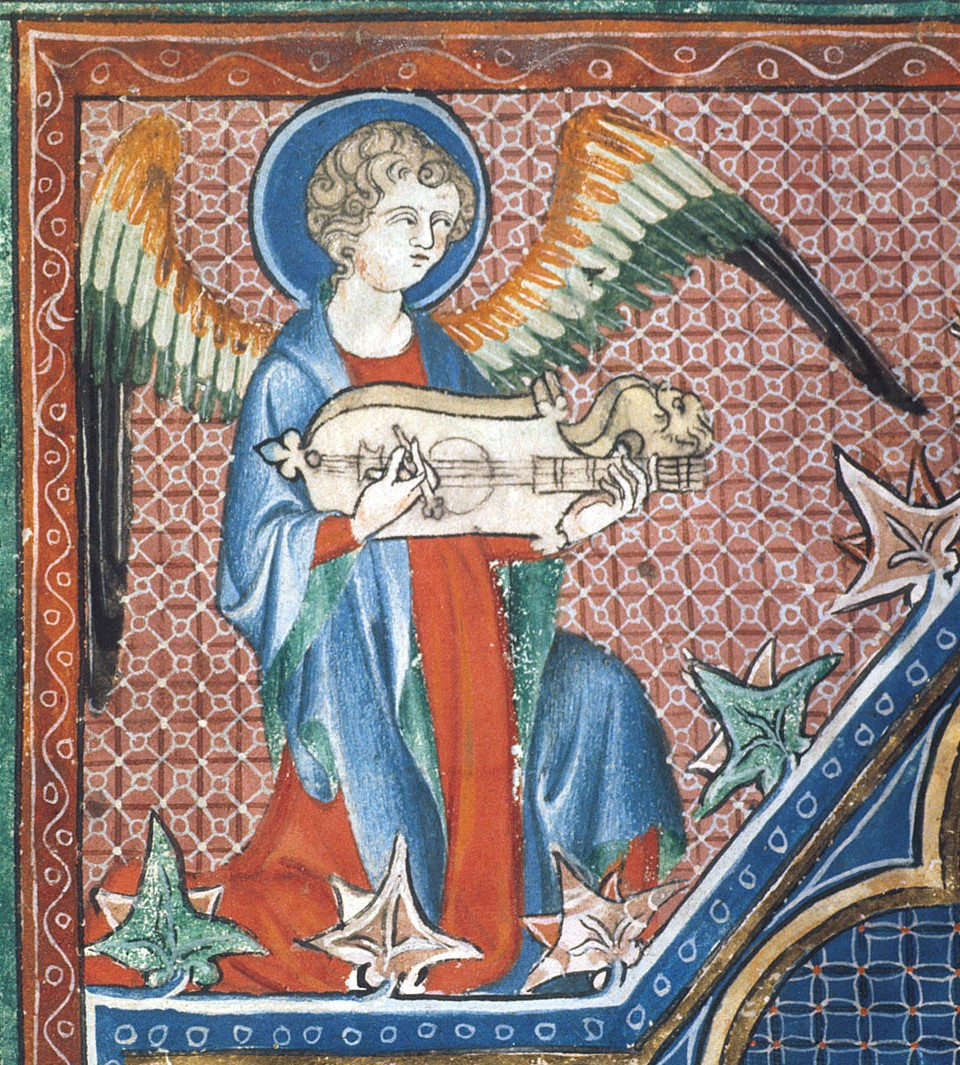
Engel mit Citole (fol. 134v, Ausschnitt).

Der De-Lisle-Psalter (Signatur Arundel 83 II) ist ein höfisches Buch, für das der Auftraggeber keine Kosten scheute und das typisch ist für den unter König Edward II. in Westminster gepflegten „Decorated Style“ in der gotischen Kunst. Es ist unbekannt, ob Robert de Lisle der Auftraggeber oder nur der erste Besitzer der Bilderhandschrift war. Der Psalter wird in der British Library in London aufbewahrt.
38 durchgehend bebilderte Seiten sind heute erhalten, mit 33 teils ganzseitigen Einzelminiaturen zum biblischen Geschehen und einem eingestreuten Speculum theologicae mit 12 bebilderten, seitenfüllenden theologischen Schautafeln, einer weiteren schematischen Darstellung ohne figürlichen Schmuck und einem schön illuminierten Kalender, der das Buch einleitet. Die Sprache der Texte ist Latein mit Französisch und Englisch.
Robert de Lisle war Pair im englischen Parlament unter den Königen Edward II. und Edward III. Im Jahr 1341 trat er jedoch in ein Londoner Franziskanerkloster, dessen bedeutendster Stifter er war. Den De-Lisle-Psalter vermachte er bereits 1339 seinen zwei Töchtern Audere und Alborou, die sich ins Kloster von Chequesaundes (Chicksands) zurückgezogen hatten, und in weiterer Erbfolge dem Kloster selbst (Gilbertine convent of Chequesaundes).

## Entstehung
Um 1310 führte der so genannte Madonna-Meister (engl. Madonna Master) den umfangreicheren ersten Teil der künstlerischen Arbeit am De-Lisle-Psalter aus (ff. 124, 124v, 125, 125v, 126, 126v, 127, 127v, 128, 128v, 129, 129v, 131v, 132, 132v, 133, 135). Um 1330 bis 1340 ergänzte ein zweiter Künstler, der so genannte Maiestas-Meister (engl. Majesty Master) das Werk mit fünf  Miniaturen (ff. 130, 130v, 133v, 134, 134v).  